# Wu Yonggang
Wu Yonggang (förenklad kinesiska: 吴永刚; traditionell kinesiska: 吳永剛), född 1 november 1907, död 18 december 1982, var en kinesisk filmregissör, mest känd för sina filmer från 1930-talet, speciellt regidebuten Gudinnan. Wu hade en lång karriär, från att ha arbetat på Lianhua på 1930-talet, till Chongqing under kriget, till fastlandet efter kommunisternas maktövertagande 1949.

## Biografi
Wu Yonggang, som föddes i Jiangsuprovinsen, skulle komma att bli en av de viktigaste vänsterregissörerna i det förkommunistiska Kina. I början av sin karriär arbetade Wu som designer på Dazhonghua Baihe, innan han hoppade över till Tianyi Film Company, ägt av Shaw Brothers. Där upptäcktes han av Shi Dongshan, från det nyligen bildade filmbolaget Lianhua. Wus första, egna regisserade film, Gudinnan från 1934 (under kontrakt med Lianhua), gav både honom och filmens stjärna, Ruan Lingyu, bra kritik. Wu var en flitig regissör, och han fortsatte göra film långt in på 1970-talet. En av hans sista filmer, Evening Rain (samregisserad med Wu Yigong), vann pris för bästa film på den första Golden Rooster Awards. Wu avled kort efter att han gått i pension.
Wus anseende har bara ökat med tiden. Regissören Chen Kaige nämnde Wu som en av hans mest beundrade regissörer, och att Gudinnan var hans favoritfilm från 1930-talet.

## Filmografi (urval)
| År   | Engelsk titel                    | Kinesisk titel | Kommentar                                                     |
| ---- | -------------------------------- | -------------- | ------------------------------------------------------------- |
| 1934 | The Goddess                      | 神女           |                                                               |
| 1935 | Little Angel                     | 小天使         |                                                               |
| 1936 | The Desert Island                | 浪淘沙         |                                                               |
| 1936 | The Pioneers                     | 壮志凌云       |                                                               |
| 1938 | Rouge Tears                      | 胭脂泪         | Wu's remake av sin egen debut Gudinnan för filmbolaget Xinhua |
| 1946 | Loyal Family                     |                |                                                               |
| 1947 | Waiting for Spring               | 迎春曲         |                                                               |
| 1947 | Decision of a Lifetime           | 终生大事       |                                                               |
| 1950 | The Far Away Village             | 遥远的乡村     |                                                               |
| 1952 | Hasen and Jiamila                |                |                                                               |
| 1956 | Qiu Meets the Goddess of Flowers | 秋翁遇仙记     |                                                               |
| 1980 | Evening Rain                     | 巴山夜雨       |                                                               |